# Fort de la Bayarde
Le fort de La Bayarde, construit en 1896, fait partie intégrante de la ligne de défense de la grande rade de Toulon. Celle-ci commence, à l'est, sur les îles d'or et la presqu'île de Giens et longe la côte jusqu'au port militaire de Toulon.
La Bayarde est la plus éloignée du secteur est du front de mer de Toulon. Construite sur le projet du capitaine du génie Villecler, cette batterie est entourée d'une nature riche et sauvage.
Sur le territoire de Carqueiranne, deux autres forts appartiennent à cette même ligne défensive : le fort de la Gavaresse et celui de la Colle Noire.

## Histoire et patrimoine
La Bayarde est une des batteries de côte construites dans le cadre du programme de défense de la rade de Toulon à partir de 1878.
Le fort qui domine la baie de Carqueiranne avec une vue remarquable sur la presqu'île de Giens, la baie de l’Almanarre et les îles d’Hyères, était la propriété de la Marine nationale jusqu'en 1988 ; puis, il a été acquis par la ville de Carqueiranne.
L’ouvrage en lui-même est une batterie de mortiers qui a été implantée à bonne distance du rivage du fait de l’ampleur de la parabole du tir ; le but étant de bombarder le littoral à la verticale pour empêcher le débarquement et le mouillage de navires de guerre ennemis dans la partie ouest de la rade de Giens.
La batterie était armée de trois mortiers de 270 mm rayés modèle 1889, sur affût à pivot central Vavasseur-Canet modèle 1890 :
« Le mortier pointait avec un angle variant entre -7° et +60°. Sa portée était de 6 800 mètres. Il lançait un projectile de 150 à 200 kg à une vitesse initiale de près de 300 mètres par seconde. L’approvisionnement en munitions était de 225 coups, à raison d’un tir toutes les quatre minutes. ».

## Spectacle in situ
Le fort est équipé d’une grande scène extérieure afin de permettre la réalisation du Festival Théâtre (chaque année pendant la première quinzaine d’août). Cependant, ce lieu rencontre des problèmes de sécurité (accès, issues, voirie, risque majeur d’incendie, aires de retournement et de confinement ...), et ce, conformément aux recommandations conjointes des services préfectoraux et du SDIS83.
La réouverture de ce site a été refusée par la commission départementale s’occupant des établissements recevant du public.